# Lettere a Milena
Lettere a Milena (Briefe an Milena in tedesco) è una raccolta di lettere dal  1920 al 1923, scritte da Franz Kafka a Milena Jesenská. Invece, la corrispondenza di Milena a Kafka non fu conservata.

## Vicenda editoriale
Le lettere, redatte per la maggior parte a Merano nella primavera-estate del 1920, furono pubblicate solo parzialmente nel 1952 in tedesco, a cura di Willy Haas, quindi in nuova edizione nel 1983 senza i tagli che il curatore decise di fare per non ferire la sensibilità di persone allora ancora viventi, a cura di Jürgen Born e Michael Müller.
In Italia l'epistolario fu tradotto nel 1954 da Ervino Pocar; la prima versione integrale, che restaurò i passi e le lettere soppresse - tradotti da Enrico Ganni - apparve con la curatela di Ferruccio Masini nel 1988 per Mondadori. La raccolta contiene anche alcune lettere della destinataria a Max Brod e il necrologio scritto in occasione della morte di Franz Kafka.
In francese, il libro fu tradotto da Alexandre Vialatte nel 1956 e, con le traduzioni aggiunte di Claude David, nel 1983; in inglese, nel 1953 tradotte da Tania e James Stern, quindi, nel 1990, da Philip Boehm.

## Edizioni
- Briefe an Milena, a cura di Willy Haas, Frankfurt a. M., S. Fischer, 1952.
- Lettere a Milena, trad. di Ervino Pocar, Prefazione di Remo Cantoni, Collana Biblioteca Contemporanea n. 10, Milano, Mondadori, 1954; Collana Biblioteca moderna nn. 633-34, 1958; Introduzione di Cinzia Calcagnile, Collana Oscar n. 1033, Mondadori, 1979. [edizione  censurata]
- Lettere a Milena, trad. di Ervino Pocar ed Enrico Ganni, Introduzione e cura di Ferruccio Masini, Collana Oscar saggi n.136, Mondadori, 1988; in Lettere, Collezione I Meridiani, Mondadori, 1988, pp. 625-897; Collana Oscar Narrativa n. 1383, Mondadori, 1994; Collana Oscar Scrittori del Novecento, 1999; Collana Oscar moderni, Mondadori, 2017. [edizione integrale]
- Lettere a Milena, traduzione di Isabella Bellingacci, a cura di Guido Massino e Claudia Sonino, Collana Schulim Vogelmann, Firenze, Giuntina, 2019, ISBN 978-88-805-7818-5. [edizione integrale critica]
- Lettere a Milena, traduzione di Sabrina Mori Carmignani, Prefazione e postfazione di Antonio Moresco, Collana UEF. I Classici, Milano, Feltrinelli, 2024, ISBN 978-88-079-0467-7.